# Paecilaema inglei
Paecilaema inglei is een hooiwagen uit de familie Cosmetidae.